# Iecea Mică, Timiș
Iecea Mică (germană Kleinjetscha, maghiară Kisjecsa) este un sat în comuna Cărpiniș din județul Timiș, Banat, România. 154 locuitori (2002).

## Istorie

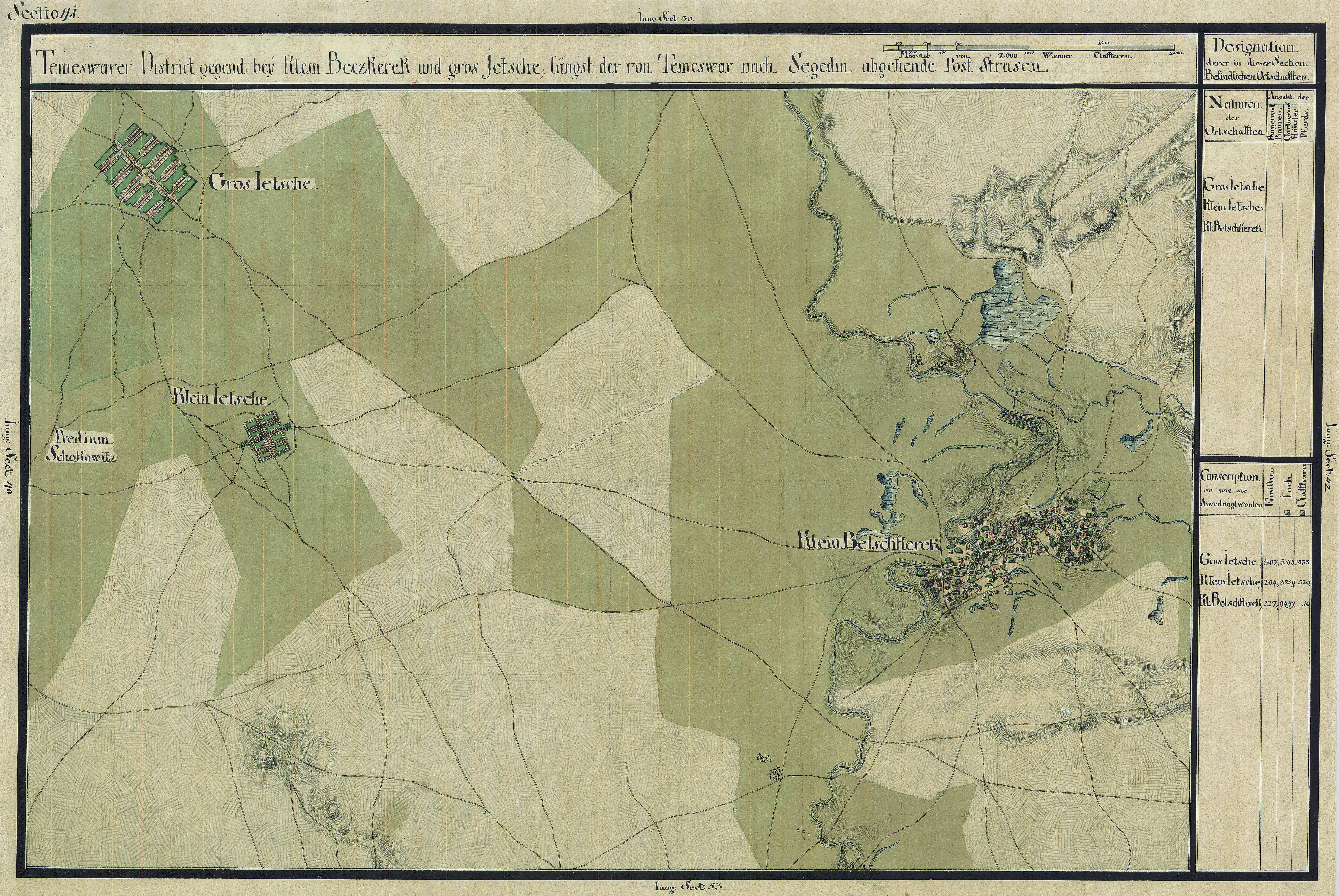
Iecea Mică în Harta Iosefină a Banatului, 1769-72

În Evul Mediu a existat în acest loc o așezare care se numea Ewcze sau Ocse, fapt dovedit de diplomele nobiliare medievale, dintre care cea de la 1467 este și cea mai veche atestare documentară. După 1500 și până la cucerirea Banatului de către austrieci, nu se mai cunosc alte date despre vechea așezare.
Actuala localitate s-a întemeiat în 1769-1770, prin colonizarea cu germani, în cadrul celui de-al doilea val de colonizări ale Banatului, numit și Colonizarea Tereziană (Theresianische Ansiedlung) deoarece a fost ideat și coordonat de Regina Maria Tereza. Responsabilul cu întemeierea noii colonii a fost consilierul Neumann. Atunci au sosit aici 150 de familii de germani (șvabi), agricultori și meseriași din Pfalz, Alsacia, Lorena și Württemberg. Coloniștii au construit 100 de case și școala. Colonia a fost numită Klein Jetscha. Biserica romano-catolică a fost construită în 1813. În 1865, un puternic incendiu a mistuit jumătate din sat.

### Germanii din Iecea Mică
Iecea Mică a fost un sat șvăbesc în toată puterea cuvântului. Foarte puțini reprezentanți ai altor etnii s-au stabilit aici. Caracterul exclusiv german s-a păstrat până la al doilea război mondial, nefiind influențat de administrația românească interbelică. O dată cu războiul, unitatea demografică a germanilor se sparge, din diferite motive: încorporarea în armata germană și moartea pe front, persecuțiile politice care au urmat, deportările în Siberia, refugierea în Germania, etc. După instalarea sistemului comunist, numărul germanilor din România în general și din Iecea Mică în special, a început să scadă vertiginos. Între 1951-1956 au fost deportate în Bărăgan 122 de persoane, majoritatea germani. În 1966 în Iecea Mică mai trăiau 543 de germani, adică jumătate din câți trăiau înainte de război. În locul lor au venit români, în mare parte veniți din alte părți ale țării, din diferite motive politice și economice. Cert este că guvernul comunist a încurajat și susținut românizarea satelor germane. În cadrul Acțiunii Recuperarea regimul condus de Nicolae Ceaușescu a permis etnicilor germani să părăsească țara și să emigreze în Germania în schimbul unor sume în valută. Ca atare, în anii 197O și 1980 au avut loc emigrări masive. După căderea comunismului, la recensământul din 1992, au mai fost înregistrați în Iecea Mică 20 de germani.

## Populația
La recensământul din 2002, populația satului era de 1.154 locuitori, în majoritate absolută români.